# Jogo do bafo
O jogo do bafo é um jogo recreativo (uma brincadeira, no Brasil) muito comum entre os colecionadores de figurinhas. Sua denominação deve-se ao fato do deslocamento de ar (vulgarmente chamado de bafo) provocado pelo impacto da mão no momento da batida (ou palmada) sobre uma área plana em que se encontram depositados cromos (ou figurinhas) empilhados um em cima do outro.

## Como jogar
O objetivo do jogo é ganhar figurinhas de um determinado álbum de cromos e as regras são bastante simples. Dois ou mais jogadores formam uma roda onde todos ficam sentados ao redor das figurinhas que estão sendo disputadas. Cada jogador coloca uma quantidade de figurinhas combinada entre os participantes no centro. O monte de figurinhas é agrupado e é sorteada a ordem de ação dos participantes. Acertada a ordem de participação, um jogador por vez arruma o monte, colocando todas as figurinhas viradas de frente e bate com a mão no monte de figurinhas. As figurinhas que virarem do avesso são recolhidas pelo participante que acabou de bater. O próximo participante arruma as figurinhas que restaram e bate no monte, retirando aquelas que conseguiu virar. O processo continua até que todas as figurinhas em jogo sejam viradas do avesso e retiradas do monte, mas se as figurinhas colarem na mão do jogador ele terá que bater a figurinha sozinha fora do bolo.
Como regra, não se pode utilizar os dedos para simplesmente virar as figurinhas, deve-se bater nas figurinhas, seja com a mão completamente aberta ou com a mão levemente em "forma de concha".
Ao arrumar o monte antes de bater, o participante pode propositalmente ou involuntariamente deixar as figurinhas levemente curvadas, facilitando que elas sejam viradas na batida. Para evitar abusos, qualquer outro jogador pode "selar" o monte, ou seja, pode, com a mão completamente aberta, apertar o monte de figurinhas, fazendo com que ele  fique plano novamente, dificultando a virada ao avesso das figurinhas, e não pode apostar a mesma carta mais de uma vez.